# Війна четвертої коаліції
Війна четвертої коаліції (фр. Guerre de la Quatrième Coalition; також знана як російсько-пруссько-французька війна) — війна наполеонівської Французької імперії та її сателітів у 1806—1807 роках проти коаліції великих держав (Російська імперія, Королівство Пруссія, Велика Британія). Почалась з нападу королівської Пруссії на Французьку імперію. Але у двох генеральних битвах під Єною та Ауерштедтом Наполеон розгромив пруссаків й 12 жовтня 1806 року вступив до Берліна. 1 листопада 1806 року 150,000 французька армія перетнула кордон Великопольщі. У грудні 1806 року до війни вступила імператорська російська армія. Жорстокі бої під Чарновим, Голиміном та Пултуськом у грудні 1806 року не виявили переможців. Генеральна битва зимової кампанії відбулась під Ейлау у січні 1807 року. У кривавій битві між головними силами французької Великої армії Наполеона та російської під керівництвом генерала Л. Беннігсена переможців не виявилось. Оскільки вночі після битви Беннігсен відступив, Наполеон оголосив себе переможцем. Обидві сторони були знекровленими тримісячною безрезультатною боротьбою й зраділи приходу бездоріжжя, яке до травня поклало край бойовим діям. До того часу сили російської армії було залучено у війні, яка почалась з Османською імперією, а тому Наполеон отримав істотну чисельну перевагу. До початку весняної кампанії він мав 190 000 солдатів проти 100 000 російських. Під Гейльсбергом Беннігсен успішно відбив атаку французької армії, однак під Фрідландом чисельна перевага французів відіграла вирішальну роль. Наполеон з 85 000 солдатів завдав тяжкої поразки російській армії з 60 000 осіб.
Кампанію в Польщі та Східній Пруссії було розпочато Наполеоном з метою нав'язування росіянам вирішальної битви, щоб виграти її та диктувати умови миру. Мети імператора було досягнуто лише майже через пів року. Весь цей час (зима 1806 — літо 1807) йшли тяжкі бої. Але найкривавішою стала Битва під Пройсіш-Ейлау, у якій вперше за свою дивовижну кар'єру Наполеон не одержав переконливої перемоги.

## Учасники
- Пруссія
- Російська імперія
- Велика Британія
- Швеція
- Саксонія

## Важливі битви
- Битва під Єною та Ауерштедтом (жовтень 1806)
- Битва під Голиміном (грудень 1806)
- Битва під Чарново (грудень 1806)
- Битва під Пултуску (грудень 1806)
- Битва під Ейлау (лютий 1807)
- Облога Данцига (1807)
- Битва під Гуттштадтом (червень 1807)
- Битва під Гейльсбергом (червень 1807)
- Битва під Фрідландом (червень 1807)

- 26 лютого 1807: Бій за Браунсберг (перемога французів)

## Привід для укладення миру
Олександрові I була зрозуміла неможливість для Російської імперії вести успішну війну одночасно з Наполеоном і Османською імперією, тому імператор надав перевагу укладанню миру з Наполеоном і продовженню війни з останньою.